# Osiedle Biała
Osiedle Biała – osiedle nr XXVII miasta Rzeszów, które zostało utworzone na mocy uchwały Rady Miasta z dnia 27 stycznia 2009 dla przyłączonej do Rzeszowa z dniem 1 stycznia 2009 pozostałej części wsi Biała, tj. obszaru o powierzchni 605,91 ha. Osiedle w 2016 roku zamieszkiwało 2447 osób, dnia 7 listopada 2018 liczyło 2590 mieszkańców, a według stanu na dzień 10 maja 2019 r. osiedle zamieszkiwały 2624 osoby. Według stanu na 31 października 2019 r. osiedle liczyło 2651 mieszkańców.  